# Einmal der liebe Herrgott sein
Einmal der liebe Herrgott sein ist ein deutsches Filmlustspiel aus dem Jahr 1942 mit Hauptdarsteller Hans Moser.

## Handlung
Karl Geschwandtner ist seit 35 Jahren Lohndiener im Hotel Europa, hält sich aber für Höheres berufen. Er bezeichnet sich selbst als „Kommissionär“, der für das Wohl der Gäste zuständig sei und mischt sich ungeniert, wenn auch mit besten Absichten, in deren Privatangelegenheiten ein. Unermüdlich versucht er den Malerprofessor Freiburg und die Pianistin Eva Corelli miteinander zu verkuppeln. Die mittellose junge Schauspielerin Marie Christine Passecker, die ihn irrtümlich für den Portier hält, bringt er in seiner eigenen Hotelwohnung unter. Als sich der Hamburger Generalintendant Clusius im Hotel einquartiert, verkündet er ihr, er habe ihr bei ihm einen Job besorgt. Im absichtlich ständig auf und ab fahrenden Aufzug versucht er Clusius ein Engagement aufzunötigen und erreicht wenigstens, dass dieser ihre Visitenkarte behält. Schon probt sie für ihren Auftritt als Julia, da beschmutzt sie aufgrund von Karls Übereifer ihre Bluse mit Rotwein.
Als der Hoteldirektor gerade nach einem Aushilfsportier für einen Tag sucht, ist Gschwandtners Traum erfüllt: Man gibt seinem Drängen nach, und er kann jetzt „einmal der liebe Herrgott sein“. Seine ersten Gäste sind die Tänzerin Elvira mit ihrem Sekretär. Gschwandtner überlässt ihnen nur widerwillig ihre Suite, da Elvira von Freiburg gemalt werden soll. Ihren Pelzmantel nimmt er mit, angeblich um ihn vom Hotelkürschner aufpolieren zu lassen, in Wirklichkeit aber, um damit Christines verschmutzte Bluse zu ersetzen. 
Nun erscheint ein angeblicher Professor und „Experte der Kriminalpolizei“ im Hotel, der Gschwandtner mit Schmeicheleien für sich einzunehmen versucht. Freiburg und die Pianistin finden sich unversehens in einem für ein Plauderstündchen vorbereiteten gemeinsamen Zimmer wieder und ahnen, wer dafür verantwortlich ist. Marie Christine spricht unterdessen vor Clusius ihre Julia-Rolle, wobei unter dem Pelzmantel, den sie anstelle ihrer verschmutzten Bluse trägt, ihr Unterrock zum Vorschein kommt. Clusius ist empört, doch Gschwandtner kann ihm alles erklären.
Als Nächster betritt der gekränkte Ehemann Ludwig Reißbach das Hotel, der hier sein „Putzeli“ erwartet. Elvira  verkracht sich inzwischen wegen Eva mit Professor Freiburg, bevor Frau Reißbach auftaucht und ihren Gatten überrascht. Elvira vermisst ihr wertvolles Rubinkollier, und Gschwandtner bezichtigt Reißbach des Diebstahls. Der angebliche Kriminologe überprüft das Ehepaar und erweist sich als geschickter Taschendieb. Unverfroren warnt er Gschwandtner vor dem steckbrieflich gesuchten Hoteldieb Pan Pawlowitsch, der er in Wirklichkeit selbst ist. Zusammen mit Pawlowitsch durchsucht Gschwandtner die Hotelzimmer, und just als er von allen Hotelgästen verlangt, sich auszuziehen, kommt der Hoteldirektor zurück und entlässt Gschwandtner. Postwendend quartiert dieser sich und Christine als Gäste im Hotel ein.
Am nächsten Tag entdeckt Gschwandtner das vermisste Kollier in seinem zerrissenen Rock. Pawlowitsch, der noch immer Gschwandtners Vertrauen genießt, erklärt sich bereit, das Schmuckstück in Elviras Zimmer zu schmuggeln, damit sie es dort entdecken und glauben soll, sie selbst habe es verlegt. Kurz danach findet Gschwandtner allen von den Hotelgästen gestohlenen Schmuck sowie Reißbachs Brieftasche in seinem Koffer, wo Pawlowitsch das Diebesgut deponiert hatte. Endlich durchschaut er das Spiel des angeblichen Kriminalprofessors und wartet, bis dieser seine Beute aus dem Koffer wieder an sich bringt, bevor er vor dem Hotel verhaftet wird.
Somit hat Gschwandtner den angerichteten Schaden mehr als gutgemacht. Nicht nur die Reißbachs sind wieder versöhnt, auch Clusius und Christine sowie Freiburg und Eva werden miteinander glücklich. Er selbst findet sein Glück in der Zeitschriftenverkäuferin Wally und will von jetzt an wieder nur Kommissionär und nicht „der liebe Herrgott“ sein.

## Produktionsnotizen
Die Dreharbeiten erfolgten vom 23. März 1942 bis zum April 1942. Rudolf Pfenninger und Ludwig Reiber schufen die Filmbauten, Ottmar Ostermayr war Produktionsleiter. Tag der Uraufführung war der 10. November 1942 in den Odeum-Lichtspielen, Berlin-Spandau.

## Kritiken
Der Filmdienst befand, das etwas verworrene Lustspiel zeige Hans Moser „in einer seiner dankbarsten Rollen.“